# Achi
Achi (hebrejsky אח״י‎, akronym pro: Erec chevra jahadut, ארץ חברה יהדות‎, doslova „Země, společnost, judaismus“) je izraelská pravicová národně-náboženská sionistická politická strana. V současné době je součástí aliance Národní jednota.

## Historie
Stranu založili Effi Ejtam a Jicchak Levi, když se během funkčního období 16. Knesetu oddělili od Národní náboženské strany. Rozkol nastal kvůli rozdílným názorům s částí strany Zevuluna Orleva poté, co odmítl odejít z vlády po schválení plánu jednostranného stažení. K odštěpení došlo poté, co Ejtam odstoupil z funkce předsedy strany, když neprošel jeho návrh, aby se Národní náboženská strana sjednotila společně s pravicovou Národní jednotou za účelem vytvoření velké národně-nábožensky orientované sionistické strany.
Ejtam a Levi svou stranu původně pojmenovali Náboženští sionisté (hebrejsky: הציונות הדתית‎, ha-Cijonut ha-datit), ale po námitkách Národní náboženské strany, že název je příliš obsáhlý a následné diskusi přejmenovali stranu na Spojení frakcí (hebrejsky: סיעת התחברות‎, Si'at hitchabrut). Konečný název strany do voleb však byl Obnovená národní náboženská sionistická strana (hebrejsky: מפלגת ציונות דתית לאומית מתחדשת‎, Mifleget cijonut datit leumit mitchadešet).
1. srpna 2005 se strana přidala do aliance stran Národní jednoty (Tkuma a Moledet) a společně s nimi se zúčastnila voleb do Knesetu v roce 2006. Na poslední chvíli se k této alianci připojila Národní náboženská strana. Společná kandidátka získala devět křesel, z čehož Obnovená národní náboženská sionistická strana získala dvě.
11. listopadu 2007 se strana přejmenovala na současný název Achi.

## Ideologie
Ideologicky se strana hlásí k odkazu Velkého Izraele, podporuje izraelské osadnictví jak v Pásmu Gazy, tak na Západním břehu. Silně se staví proti stažení se ze Západního břehu, ale rovněž se staví proti násilí a občanské neposlušnosti proti Izraelským obranným silám a vyzývá k respektování zákonů. Strana zdůrazňuje boj proti korupci a podporuje sociální spravedlnost. Stranu podporuje rabín Šlomo Aviner, který je jejím duchovním vůdcem, a jejím vědeckým poradcem je nositel Nobelovy ceny Robert Aumann.